# آرا سارافیان
آرا ساراویان (ارمنی: Արա Սարաֆեան) یک تاریخ‌نگار بریتانیایی با تبار ارمنی است. او بنیان‌گذار مؤسسه گوومیداس در لندن است که حامی و مجری تحقیقات و منتشرکننده کتاب‌هایی در زمینه مطالعات مدرن ارمنستان و منطقه است.

## اوایل زندگی
ساراویان در ژوئیه ۱۹۶۱ در قبرس، گیرنه به دنیا آمد. در سال ۱۹۷۴، زمانی که او و والدینش در تعطیلات در لندن بودند، تهاجم ترکیه به قبرس شمالی رخ داد و خانواده‌اش به پناهندگان تبدیل شدند. او تصمیم گرفت زبان ترکی بیاموزد تا بتواند در برابر انکار نسل‌کشی ارمنی‌ها توسط دولت ترکیه چالش ایجاد کند و برای مطالعه این زبان به آنکارا رفت. وقتی وزارت آموزش ملی ترکیه درخواست او را رد کرد، او به آنجا رفت و هزینه تحصیل خود را با تدریس زبان انگلیسی تأمین کرد. طبق یک پروفایل در نیویورکر، "آمدن به ترکیه او را به طرز غیرمنتظره‌ای متحول کرد. اثر ترکیبی از آشنایی با شهروندان ترکیه، آموزش عالی، بلوغ و تغییرات در سیاست ترکیه باعث شد تا نفرت نوجوانی او کاهش یابد و او به دنبال فرصت‌هایی برای آشتی باشد." ساراویان در دانشگاه میشیگان در آن آربور، ایالات متحده تحصیل کرد و کارشناسی ارشد خود را تحت نظر رونالد گریگور سانی کسب کرد.

## مؤسسه گوومیداس
ساراویان در سال ۱۹۹۲ مؤسسه گوومیداس را در دانشگاه میشیگان بنیان‌گذاری کرد و از آن زمان تاکنون به عنوان مدیر اجرایی آن خدمت کرده است. این مؤسسه اکنون در لندن مستقر است. از جمله انتشارات کتاب‌های آن ترجمه‌های انگلیسی متون ارمنی مرتبط با نسل‌کشی ارامنه است. همچنین مجله Armenian Forum را منتشر می‌کند. علاوه بر این، گومیداس کتاب گزارش طلعت پاشا درباره نسل‌کشی ارامنه (بر اساس ترجمه‌هایی از کتاب کتاب ۲۰۰۸ توسط خبرنگار ترکیه‌ای مولود برداقچی) و یک نسخه انتقادی از Practices Armenians in the Ottoman Empire, 1915-1916، که به طور معمول به عنوان کتاب آبی شناخته می‌شود، منتشر کرده است و همچنین نسخه ترکی این کتاب. مؤسسه گومیداس همچنین خاطرات سفیر سابق آمریکا در ارمنستان جان مارشال ایوانز را منتشر کرده و با بنیاد هرانت دینک همکاری کرده است.

## تحقیقات
ساراویان تحقیقات خود را در بایگانی‌های عثمانی دولت ترکیه در دهه ۱۹۹۰، به همراه هیلما کایزر انجام داد.
در فوریه ۲۰۰۷، ساراویان پیشنهاد رئیس وقت انجمن تاریخ ترکیه، یوسف حالاچ‌اغلو، را برای همکاری در یک پروژه مشترک پذیرفت. ساراویان بعدها پیشنهاد کرد که یک مطالعه مشترک درباره "اتفاقات در دشت خارپوت" و "تعداد افرادی که در طول جابه‌جایی‌ها کشته شدند" انجام دهند.
یک ماه بعد، حالاچ‌اغلو اعلام کرد که ساراویان از انجام این مطالعه خودداری کرده است، افزود که ساراویان "از ابتکار مؤسسه برای بررسی آرشیو فدراسیون انقلابی ارمنی ناراضی شده است". در یک مصاحبه، ساراویان اظهار داشت که توضیحات حالاچ‌اغلو درست نیست زیرا او چیزی چنین نگفته است. مطالعه موردی زمانی پایان یافت که حالاچ‌اغلو اعلام کرد که سوابق مربوطه که او ابتدا توافق کرده بود به عنوان مبنای مطالعه مشترک استفاده شود، در دسترس نیست. انتخاب حالاچ‌اغلو برای جلوگیری از دسترسی به سوابق آرشیوی و خروج از پروژه در آن زمان در مطبوعات ترکیه مورد انتقاد قرار گرفت.
مجله نیشن از ساراویان به عنوان "پیشگام‌ترین متخصص تاریخ نسل‌کشی [ارامنه] به زبان انگلیسی" یاد کرده است. او موضوع دو فیلم مستند مستقل نیز بوده است. اولین فیلم، کتاب آبی، حقیقت سیاسی یا واقعیت تاریخی (۲۰۰۹) به کارگردانی گاگیک کاراقهزیان، بر کار و تحقیقات ساراویان درباره کتاب آبی متمرکز بود. دومین فیلم، ۱۰۰ سال بعد (۲۰۱۵) به کارگردانی جان لاباک، بر کار ساراویان با سازمان‌های جامعه مدنی کرد در ترکیه در نزدیکی صدمین سالگرد آغاز نسل‌کشی ارامنه تمرکز داشت.